# Club Nacional de Football (voleibol)
O Club Nacional de Football,  é  um time uruguaio de voleibol indoor da  cidade de Montevidéu e possui o departamento de voleibol masculino que sagrou-se tetracampeão da Super Liga Uruguaia nos anos de 2008, 2009, 2010 e 2013.

## História
O departamento de voleibol masculino sagrou-se tricampeão consecutivamente da Super Liga Uruguaia nos anos de 2008, 2009, 2010 e na sexta edição da competição conquistou o quarto título em 2013 e foi vice-campeão nacional em 2016 e em 2018.
Disputou a edição do Campeonato Sul-Americano de Clubes em 2009 na cidade de Florianópolis finalizando na sétima posição, voltando a participar na edição de 2010 sediado em San Juan  e San Carlos de Bolívar finalizando na quinta posição. desistiu de participar da edição sediada em São Paulo em 2011. retornando a competição em 2014 em Belo Horizonte terminando na sexta colocação e após hiato compete na edição do Campeonato Sul-Americano de Clubes de 2019 em Belo Horizonte.

## Títulos conquistados
- 4 Campeonato Uruguaio:
- Campeão:2008,2009,2010 e 2013
- Vice-campeão:2016 e 2018

 Campeonato Sul-Americano de Clubes